# Andromeda II
Andromeda II (również And II, PCG 4601) – karłowata galaktyka sferoidalna znajdująca się w konstelacji Ryb.
And II odkrył wraz z And I, And III i And IV Sidney van den Bergh na zdjęciach wykonanych przy użyciu 48-calowego teleskopu Schmidta w 1970 i 1971 roku.
Andromeda II znajduje się w sąsiedztwie galaktyk M31 i M33. Jest położona bliżej galaktyki M33, jednak w tym rejonie dominuje jeszcze przyciąganie grawitacyjne galaktyki M31, dlatego przyjmuje się, że jest satelitą M31 (Galaktyki Andromedy; stąd też nazwa).
Masę gwiazd w tej galaktyce szacuje się na 7,6 milionów M☉.